# Bürgerinitiative Bürgerwache
Der Verein Bürgerinitiative Bürgerwache betreibt seit 1994 das ehemalige Gemeinschaftshaus auf dem Siegfriedplatz in Bielefeld. Der Verein übernahm das Gemeinschaftshaus von der Stadt Bielefeld, die es aus Kostengründen schließen wollte, und baute es zu einem Soziokulturellen Stadtteilzentrum aus.

## Geschichte
Das Gebäude am Siegfriedplatz wurde von 1906 bis 1908 errichtet. Bis 1977 beherbergte es die Polizei, das Eichamt und die Post. 1977 zog die Polizei aus und eine Bürgerinitiative setzte sich dafür ein, die Bürgerwache als Stadtteilzentrum zu nutzen. Ab 1978 war die Bürgerwache ein Stadtteilzentrum unter kommunaler Leitung, bis die Stadt das Haus 1994 aus Kostengründen schließen wollte. Die Bürgerwache wurde seitdem unter Selbstverwaltung weitergeführt.

## Vereine und Initiativen
Zahlreiche Bielefelder Gruppen, Vereine und Initiativen nutzen die Räume der Bürgerwache. Es handelt sich um politische Gruppen, aber auch um reine Freizeitvereine.

## Sozialberatung
Die unabhängige Sozialberatung des Vereins Widerspruch e.V. bietet seit 1986 kostenlosen Rat und Unterstützung für Leistungsbezieherinnen und -bezieher bei Problemen mit Behörden und Institutionen u. a. in der Bürgerwache an.

## Stadtteilzeitung
Die Stadtteilzeitung Die Viertel wurde 2006 aus dem Umfeld der Bürgerwache gegründet und erscheint viermal im Jahr. Die Zeitung wird von einer rein ehrenamtlichen Redaktion herausgegeben, von der einige auch hauptberuflich als Journalisten arbeiten. Die Zeitung ist bewusst nicht als Mitteilungsblatt des Stadtteilzentrums Bürgerwache konzipiert. Neben Stadtteilthemen beschäftigt sich das Blatt auch mit städtischen, überregionalen und internationalen Themen.

## KaffeeWirtschaft
Die KaffeeWirtschaft ist ein  ganzjähriges und im Sommer ab 15 Uhr tägliches gastronomisches Angebot der Bürgerwache während des Wochenmarktes.

## Flohmarkt

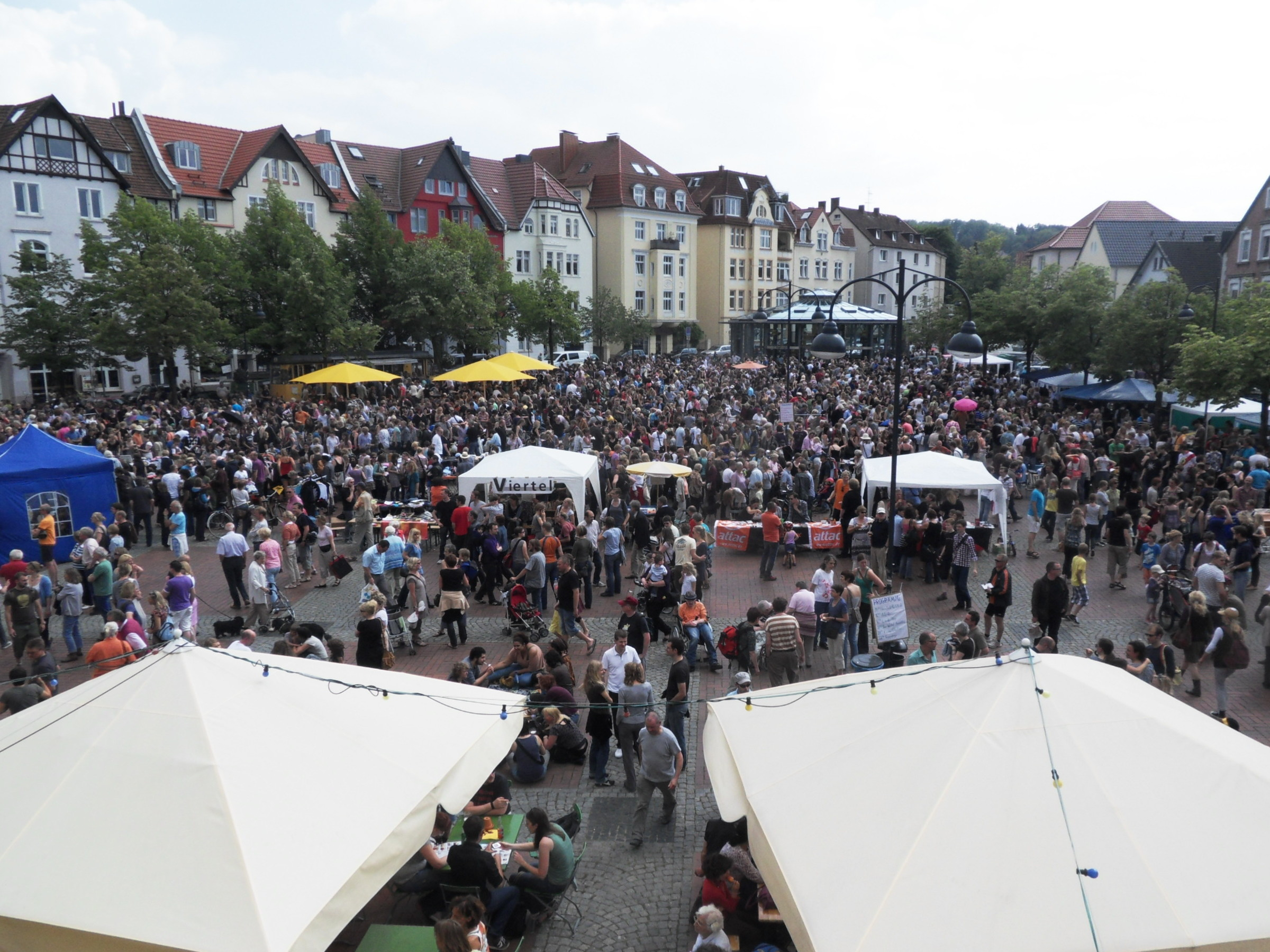
Blick von der Bürgerwache auf den Siegfriedsplatz

Die Bürgerwache e.V. veranstaltet im Frühling/Sommer einmal im Monat einen Flohmarkt auf dem Siegfriedplatz. 2002 war die Veranstaltung kurzfristig gefährdet, da ein  Antrag von CDU und SPD vorsah, den Flohmarkt zukünftig öffentlich auszuschreiben. Dieses hätte bedeutet, dass der Verein Bürgerwache e.V. den Flohmarkt nicht mehr hätte veranstalten können. Allerdings einigten sich die Parteien letztendlich darauf, der Bürgerwache ein Sondernutzungsrecht zuzugestehen.